# Anicaflash
Anicaflash è un'azienda italiana fondata nel 1977 che produce e distribuisce le rubriche di trailer cinematografici via TV e radio. Inoltre, edita i siti web comingsoon.it, tvdaily.it, stylosophy.it e myluxury.it e sviluppa le applicazioni mobili Coming Soon Cinema, Mysocial TV, TvDaily e SimulWatch. Per di più, con Coming Soon Service, si occupa della produzione di contenuti audiovisivi e dell'organizzazione di junket, conferenze stampa e anteprime cinematografiche.

## Storia
Dal 1977 Anicaflash produce e distribuisce le rubriche di trailer cinematografici alle TV che popolano il panorama televisivo italiano, facendo così entrare il trailer cinematografico nelle case degli italiani. Le rubriche si sono diffuse poi anche in radio, dove oggi sono trasmesse da un network di quattro emittenti nazionali ed oltre 600 radio locali.
Nel 1999, sotto la spinta dello sviluppo del satellite in Italia, lancia Coming Soon Television, un'emittente dedicata al cinema. Il 30 giugno 2010 abbandona la frequenza satellitare, rimanendo visibile solo attraverso il digitale terrestre, nel mux Mediaset 2. L'emittente chiude le trasmissioni il 26 marzo 2014, lasciando lo spazio a Fine Living.
Nel 1999 viene inoltre lanciato il sito Comingsoon.it, dedicato inizialmente al cinema e successivamente anche alla TV, digital video, serie TV, musica, videogiochi e libri. I contenuti sono dunque curati da una redazione in grado di coprire tutto il mondo dell’entertainment. Comingsoon.it risulta essere il sito di cinema numero uno in Italia per utenti unici e pagine viste secondo le rilevazioni Audiweb View.
Anche sul mobile i successi non mancano: Coming Soon Cinema, applicazione per smartphone e tablet disponibile per iOS, Android, Windows Phone e BlackBerry, è l’app più scaricata tra gli appassionati di cinema con oltre 2.800.000 download e 15.000.000 di schermate viste al mese.
Rilevante valore ha altresì il settore Coming Soon Service. Quest'ultimo, presente ogni anno ad ogni Festival cinematografico e grazie ai suoi ampi studi televisivi, è leader nell'allestimento di set TV per interviste a talent italiani e stranieri in occasione degli incontri con la stampa, oltre che nell'organizzazione di conferenze, convention aziendali, grandi eventi e complesse anteprime cinematografiche, riprese e trasmesse in diretta televisiva, senza considerare la decennale esperienza nella produzione di format televisivi.
Negli ultimi anni ha inoltre iniziato un percorso di acquisizione di siti editoriali per consolidare la sua presenza nel mondo del digital tra cui rilevano tvdaily.it, stylosophy.it e myluxury.it.